# Tschopowytschi
Tschopowytschi (ukrainisch Чоповичі; russisch Чоповичи Tschopowitschi, polnisch Czopowice) ist eine Siedlung städtischen Typs in der ukrainischen Oblast Schytomyr mit etwa 1300 Einwohnern (2025).

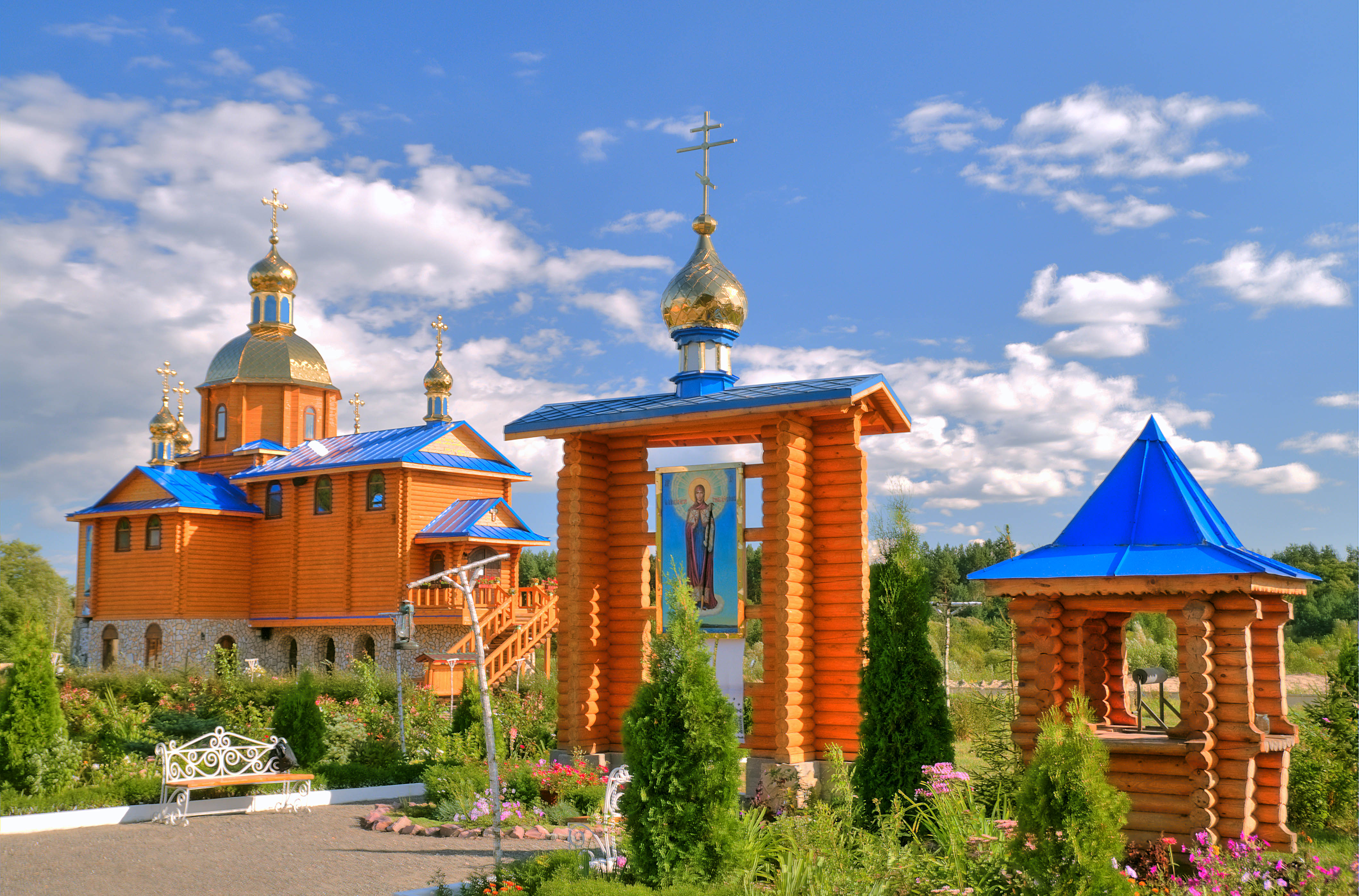
Kirche im Ort

Die im 16. Jahrhundert gegründete Ortschaft erhielt 1938 den Status einer Siedlung städtischen Typs.

## Geographie
Tschopowytschi liegt an der Irscha, einem linken Nebenfluss des Teteriw 35 km nordwestlich vom ehemaligen Rajonzentrum Malyn und 85 km nordöstlich vom Oblastzentrum Schytomyr.

## Verwaltungsgliederung
Am 26. August 2016 wurde die Siedlung zum Zentrum der neugegründeten Siedlungsgemeinde Tschopowytschi (ukrainisch Чоповицька селищна громада/Tschopowyzka selyschtschna hromada), zu dieser zählten auch noch die 13 in der untenstehenden Tabelle aufgelistetenen Dörfer, bis dahin bildete sie zusammen mit den Dörfern Prystanzijne und Strymiwschtschyna die gleichnamige Siedlungsratsgemeinde Tschopowytschi (Чоповицька селищна рада/Tschopowyzka selyschtschna rada) im Westen des Rajons Malyn.
Am 12. Juni 2020 kamen noch die 13 Dörfer Holowky, Kamjanka, Kwitnewe, Lidiwka, Lissowe, Maklajiwka, Omeljaniwka Pyssariwka, Repyschtsche, Salisky, Skuraty, Tscherwonyj Lan und Wladiwka zum Gemeindegebiet.
Am 17. Juli 2020 kam es im Zuge einer großen Rajonsreform zum Anschluss des Rajonsgebietes an den Rajon Korosten.
Folgende Orte sind neben dem Hauptort Tschopowytschi Teil der Gemeinde:
| Name                     | Name         | Name                             |
| ukrainisch transkribiert | ukrainisch   | russisch                         |
| ------------------------ | ------------ | -------------------------------- |
| Barwinky                 | Барвінки     | Барвинки (Barwinki)              |
| Budnyzke                 | Будницьке    | Будницкое (Budinizkoje)          |
| Holowky                  | Головки      | Головки (Golowki)                |
| Hutjanske                | Гутянське    | Гутянское (Gutjanskoje)          |
| Jossypiwka               | Йосипівка    | Йосиповка (Jossipowka)           |
| Kamjanka                 | Кам'янка     | Каменка (Kamenka)                |
| Kruschnyky               | Крушники     | Крушники (Kruschniki)            |
| Kutyschtsche             | Кутище       | Кутище (Kutischtsche)            |
| Kwitnewe                 | Квітневе     | Квитневое (Kwitnewoje)           |
| Lidiwka                  | Лідівка      | Лидовка (Lidowka)                |
| Lissowe                  | Лісове       | Лесовое (Lessowoje)              |
| Lypljany                 | Липляни      | Липляны (Lipljany)               |
| Maklajiwka               | Маклаївка    | Маклаевка (Maklajewka)           |
| Nowobratske              | Новобратське | Новобратское (Nowobratskoje)     |
| Omeljaniwka              | Омелянівка   | Омеляновка (Omeljanowka)         |
| Prystanzijne             | Пристанційне | Пристанционное (Pristanzionnoje) |
| Pyssariwka               | Писарівка    | Писаревка (Pissarewka)           |
| Repyschtsche             | Репище       | Репище (Repischtsche)            |
| Sahreblja                | Загребля     | Загребля (Sagreblja)             |
| Salisky                  | Заліски      | Залески (Saleski)                |
| Schewtschenkowe          | Шевченкове   | Шевченково (Schewtschenkowo)     |
| Skuraty                  | Скурати      | Скураты                          |
| Strymiwschtschyna        | Стримівщина  | Стримовщина (Strimowschtschina)  |
| Tscherwonyj Lan          | Червоний Лан | Червоный Лан (Tscherwony Lan)    |
| Tyschiw                  | Тишів        | Тишев (Tischew)                  |
| Wladiwka                 | Владівка     | Владовка (Wladowka)              |